# Luca Wackermann
Luca Wackermann (* 13. März 1992 in Rho) ist ein ehemaliger italienischer Radrennfahrer.

## Karriere
Als Junior war Wackermann Mitglied der Nationalmannschaft und startete im Nations’ Cup sowie bei internationalen Meisterschaften. 2009 gewann bei den Europameisterschaften die Goldmedaille im Straßenrennen der Junioren, im Folgejahr belegte er den fünften Platz.
Im Erwachsenenbereich fuhr er Ende 2012 als Stagiaire beim UCI WorldTeam Lampre-Merida und erhielt für die beiden folgenden Jahre einen regulären Vertrag. In den zwei Jahren blieb er ohne zählbare Erfolge, so dass sein Vertrag nicht verlängert wurde. Nach einem Jahr bei Southeast wechselte Wackermann 2016 zum UCI Continental Team Al Nasr Dubaï. Dort gewann er jeweils die Gesamtwertungen bei den algerischen Etappenrennen Tour d’Oranie, Tour de Blida und Tour d’Annaba, die zur UCI Africa Tour zählen und eine Etappe der Aserbaidschan-Rundfahrt. Nach seinen Erfolgen im Vorjahr wurde Wackermann zur Saison 2017 Mitglied bei Bardiani CSF. Im Jahr darauf gewann er eine Etappe der Tour du Limousin. In der Saison 2019 verließ er jedoch mitten in der Saison das Team. 
2020 erhielt er einen Vertrag beim Team Vini Zabù. Bei Tour du Limousin gewann er erneut eine Etappe und auch die Gesamtwertung, was die beiden einzigen Siege des gesamten Teams in der Saison 2020 blieben. 2020 nahm Wackermann das einzige Mal an einer Grand Tour teil. Den Giro d’Italia musste er jedoch nach der 4. Etappe aufgeben. Er war zusammen mit seinem Teamkollegen Etienne van Empel im Zielbereich gestürzt, nachdem ein TV-Hubschrauber Absperrgitter aufgewirbelt hatte. Zur Saison 2021 wechselte er zum Eolo-Kometa Cycling Team, das erstmals als UCI ProTeam lizenziert wurde. Weitere zählbare Erfolge gelangen ihm nicht.
Nach der Saison 2021 wurde publiziert, dass Wackermann ab der Saison 2022 für das Torpado Factory Team, ein italienisches UCI MTB Team, im MTB-Marathon antreten sollte. Von der UCI wurde Wackermann nicht als Teammitglied gelistet und seit 2021 auch nicht mehr in den Ergebnislisten geführt.

## Erfolge
2009
- Europameister – Straßenrennen (Junioren)

2016
- Gesamtwertung und zwei Etappen Tour d’Oranie
- Gesamtwertung, Punktewertung und zwei Etappen Tour de Blida
- Gesamtwertung und eine Etappe Tour d’Annaba
- eine Etappe Tour d’Azerbaïdjan

2018
- eine Etappe Tour du Limousin

2020
- Gesamtwertung und eine Etappe Tour du Limousin

## Grand Tour-Platzierungen
| Grand Tour            | 2020 |
| --------------------- | ---- |
| Giro d’ItaliaGiro     | DNF  |
| Tour de FranceTour    | –    |
| Vuelta a EspañaVuelta | –    |